# Gudrun Schyman
Gerd Gudrun Maria Schyman, född 9 juni 1948 i Täby församling i Stockholms län, är en svensk politiker. Hon var riksdagsledamot 1988–2006 för Vänsterpartiet kommunisterna (1988–1990), Vänsterpartiet (1990–2004) och därefter som politisk vilde (2004–2006). Schyman var partiledare för Vänsterpartiet 1993–2003, och bildade sedan Feministiskt initiativ där hon var partiledare åren 2005–2011 och 2013–2019. Schyman representerade partiet i kommunfullmäktige i Simrishamn fram till 2022. Hon lämnade Feministiskt initiativ i början av 2022 och medverkar därefter i Klimatalliansen. Hon är bosatt i Gladsax i Simrishamns kommun.

## Biografi

### Bakgrund
Gudrun Schyman är född och uppvuxen i Täby, norr om Stockholm. Schymans far var handelsresande för Hemslöjden och modern var sömmerska. Efter realexamen arbetade Schyman som kontorist på posten, kompletterat med vuxenstudier på kvällstid åren 1967–1969. Under åren 1970–1972 utbildade hon sig till socionom vid Socialhögskolan i Stockholm. 
Åren 1971–1976 och 1982–1988 arbetade Schyman som socialarbetare. Hon hade ett långvarigt samboförhållande med filmaren Lasse Westman.

### Tidigt 1970-tal, Marxist-leninistiska kampförbundet
I början av 1970-talet gick Schyman och Westman under en period med i Marxist-leninistiska kampförbundet (MLK), en utbrytargrupp från Vänsterpartiet Kommunisternas (VPK) ungdomsförbund. MLK var en Kinatrogen kommuniströrelse som förespråkade väpnad revolution. Gruppen övervakades av Säkerhetspolisen men hade bara kring 200 medlemmar (1973) och tilldrog sig därför inte någon större uppmärksamhet. Enligt författaren Jan Myrdal, som också var maoist, vägrade Schyman under denna tid tala med honom innan han deklarerade "klassbakgrund och organisationstillhörighet".

### 1977–1993, VPK/Vänsterpartiet
Efter tolv år som socialarbetare flyttade Schyman till Örnahusen utanför Skillinge år 1977, där intresset för partipolitik väcktes på allvar. På sin fritid arbetade hon med miljö-, energi-, freds- och kvinnofrågor. År 1977 blev hon medlem i VPK. Hon satt i Simrishamns kommunfullmäktige åren 1980–1987 och i dess socialnämnd 1982–1987. Hon blev invald i VPK:s partistyrelse 1981 och i dess verkställande utskott 1984. Tillsammans med sin sambo Lasse Westman köpte hon Klockaregården i Gladsax utanför Simrishamn. I Simrishamn fick Gudrun Schyman även sina två barn och blev sedd över hela Sverige genom filmen "Födelsen" som visades på kurser för blivande föräldrar.
År 1987 separerade Schyman och Lasse Westman. Hon flyttade med barnen från Skåne till kollektivhuset Ängsviksgården på Värmdö utanför Stockholm, där hon började arbeta som socialsekreterare. År 1988 valdes hon in riksdagen för VPK. Det hade sedan en tid funnits kritik inom partiet mot partiledaren Lars Werner och på kongressen 1990 tog Schyman strid om ledarskapet men förlorade. Samma år bytte också partiet namn till Vänsterpartiet.

### 1993–2003, V-partiledare
I januari 1993 valdes Schyman till Vänsterpartiets nya partiledare. Hon har efter att kommunismen föll i Östeuropa hävdat att hon aldrig varit kommunist.

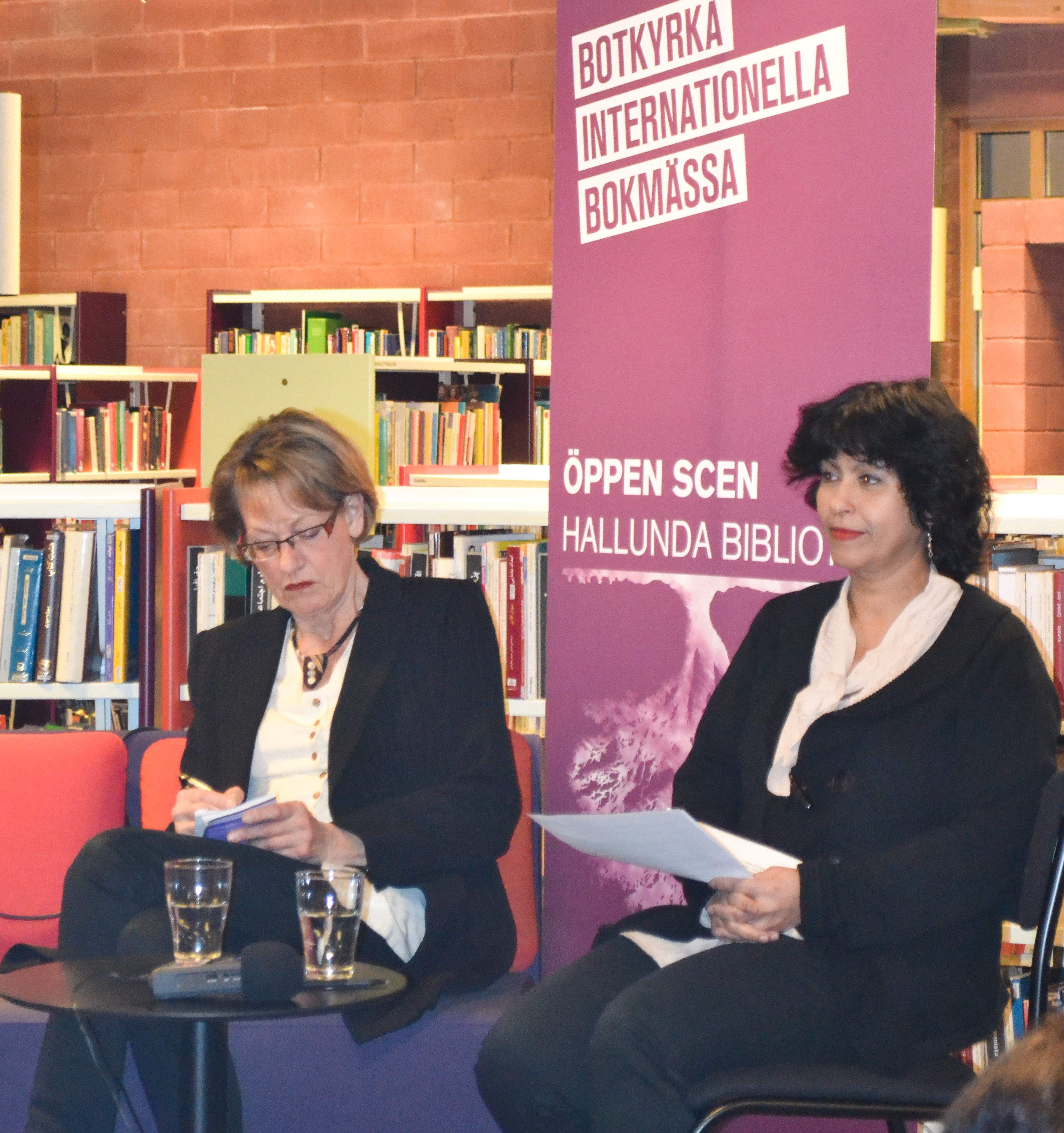
Schyman lyfter ofta fram jämställdhetens betydelse. På bilden vid en paneldebatt i Hallunda bibliotek 2012.

Schymans största tillgång som partiledare var hennes förmåga att attrahera nya väljargrupper. Under hennes tid vid makten mer än fördubblades partiets riksdagsrepresentation. Hon förde fram feminismen inom partiet till sin nuvarande framskjutna position i partiprogrammet. Vidare har hon en säreget personlig och självutlämnande ledarstil, till exempel då hon i sin självbiografi berättat om sin ofta tragiska barndom, sina män och sin alkoholism.
I september 1996 gick Schyman offentligt ut med sin alkoholism i en tv-intervju, och skrev därefter in sig på behandlingshemmet Nämndemansgården i Skåne. Efter ett återfall tog hon 1997 ledigt från politiken. 1996 fick Schyman även kritik för att ha besökt raveklubben Docklands i Stockholm den 2 mars. Kritiken sade att det var olämpligt av en riksdagsledamot att befinna sig på en plats där mycket droger finns, och hon anklagades för att stödja drogliberalism. Schyman hävdade själv att syftet med vistelsen var att få en ökad förståelse för den ungdomskultur som fanns på raveklubben. Schyman talade under tillställningen på Docklands och sa "Jag har blivit imponerad av det jag sett här, jag är imponerad av den icke-våldsmentalitet som finns här, som finns som en tråd i den verksamheten som är här." Evenemanget på Docklands övergick under natten till fest. Schyman stannade kvar med besökarna på Docklands under natten. Klockan 03.30 gick polis in i lokalen och samtliga gäster, inklusive Schyman, lämnade Docklands. 
År 1998 omvaldes Schyman som partiledare, även om vissa partimedlemmar kritiserade henne för att hon var alltför utåtriktad och ägnade för lite tid åt partiets inre arbete. Schyman ledde Vänsterpartiet i valet 1998 till ett historiskt rekordstort väljarstöd på 12 procent.
År 1999 flyttade Schyman åter till Skåne, till Gladsax utanför Simrishamn, där hon återköpte Klockaregården.
På partikongressen 2002 höll Schyman ett uppmärksammat tal om bland annat mäns förtryck av kvinnor som kom att kallas Talibantalet, sedan hon sagt:
| ” | Det förtryck som går djupare in i kropp och identitet än något annat; det som är äldre än klassamhället och som bestått över klassamhällenas konvulsioner, det förtryck som format och präglat varje klassamhälle och anpassat det till sina villkor: kvinnoförtrycket. Det tar sig många uttryck. Diskrimineringen och kränkningarna ser olika ut beroende på var vi befinner oss. Men det är samma norm, samma struktur, samma mönster, som upprepas så väl i talibanernas Afghanistan som här i Sverige. | „ |

I januari 2003 framkom att Schyman, under en följd av år, i sin självdeklaration yrkat avdrag för kostnader som hon inte själv betalat. Situationen för partiledningen blev snabbt ohållbar och på en presskonferens den 26 januari meddelande hon sin avgång. Hon efterträddes av Ulla Hoffmann och senare av Lars Ohly. Den 8 februari inledde Ekobrottsmyndigheten i Malmö en förundersökning om misstänkt skattebrott mot Schyman. Straffet blev 50 dagsböter sedan Schyman erkänt sig skyldig.

### 2003–2005, från V till politisk vilde
Efter Schymans avgång som partiledare fortsatte hon sitt riksdagsarbete och fokuserade framför allt på feministiska frågor. Hösten 2004 väckte hon uppmärksamhet med en riksdagsmotion, undertecknad av flera vänsterpartister, där de förde fram förslaget om en nationell kostnadsberäkning av mäns våld mot kvinnor och barn, vilken journalister kom att benämna mansskatt , samt krav på att staten skulle ta finansiellt ansvar för kvinnojourernas arbete.

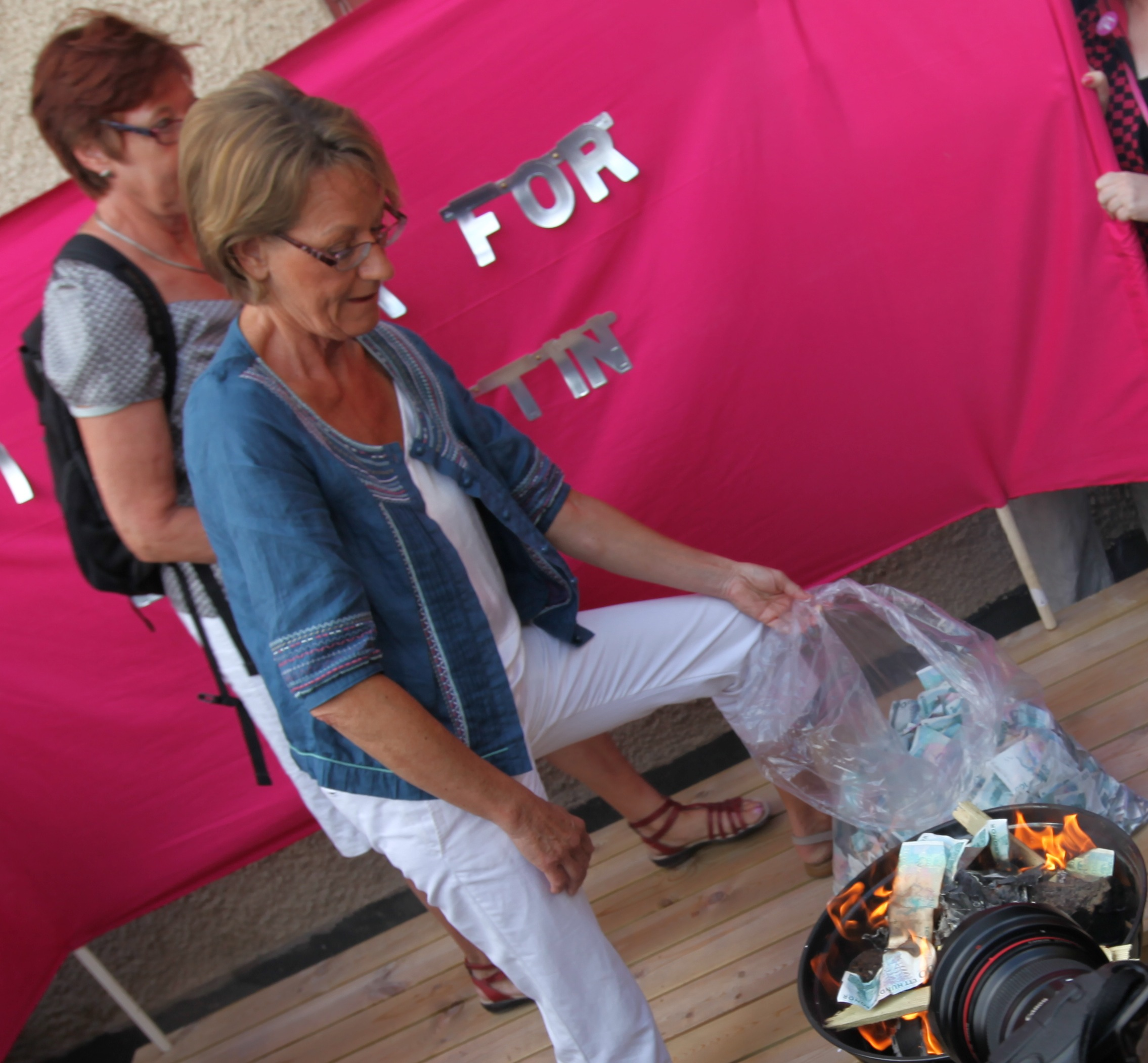
Gudrun Schyman eldar upp 100 000 kronor (2010).

Den 7 december 2004 meddelade Schyman att hon lämnade Vänsterpartiet för att bedriva feministisk politik utan att tillhöra något parti. Samtidigt meddelade hon att hon tänkte behålla sin plats i riksdagen och bli så kallad politisk vilde. Detta möttes av kritik från vänsterpartister i riksdagen som menade att hon valts på Vänsterpartiets mandat och därför borde avsäga sig riksdagsplatsen när hon lämnade partiet. Själv menade Schyman att hon hade ett mandat av väljarna att driva feministisk politik i riksdagen.

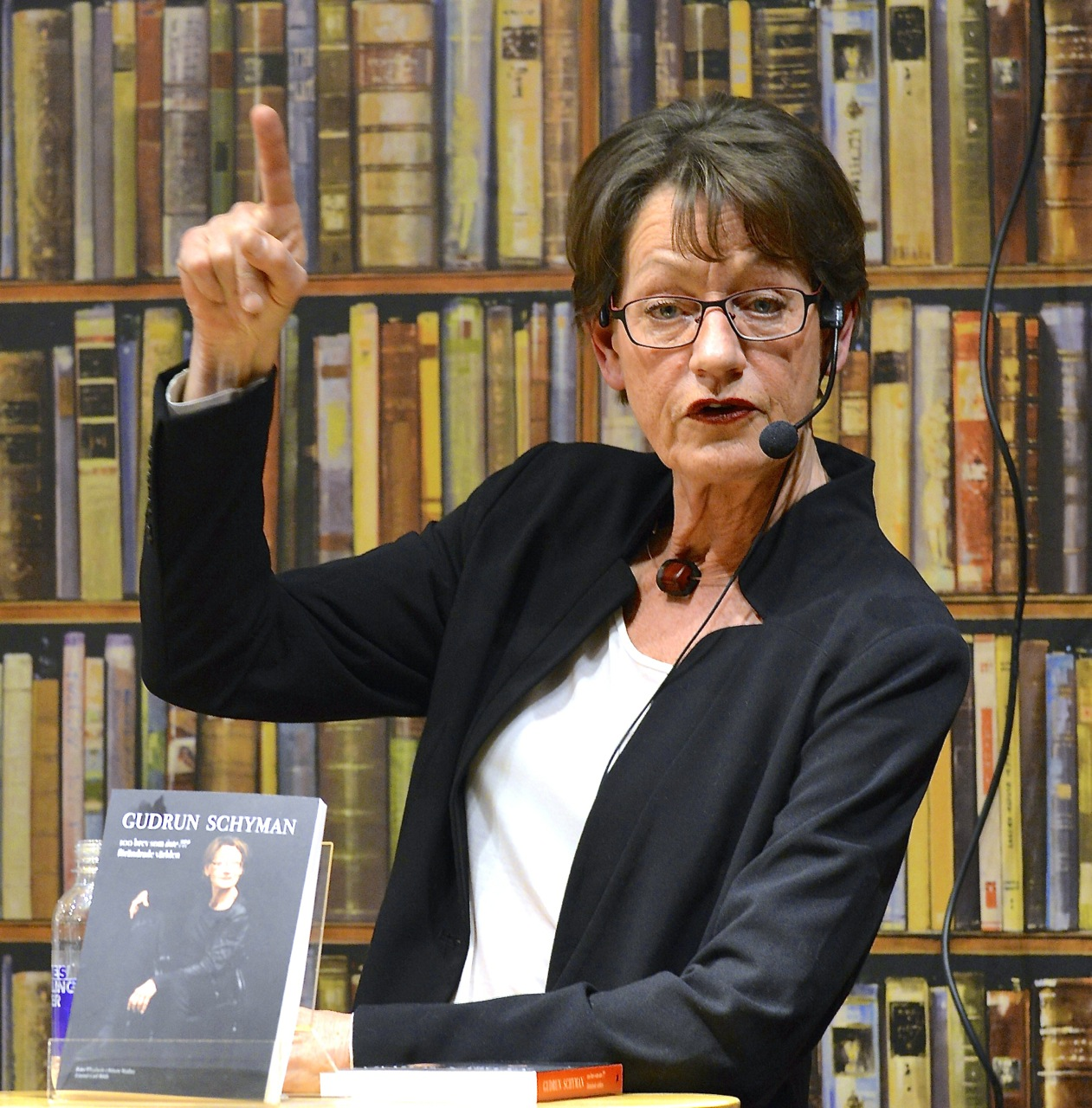
Gudrun Schyman på Akademibokhandeln i Stockholm den 8 mars 2014.

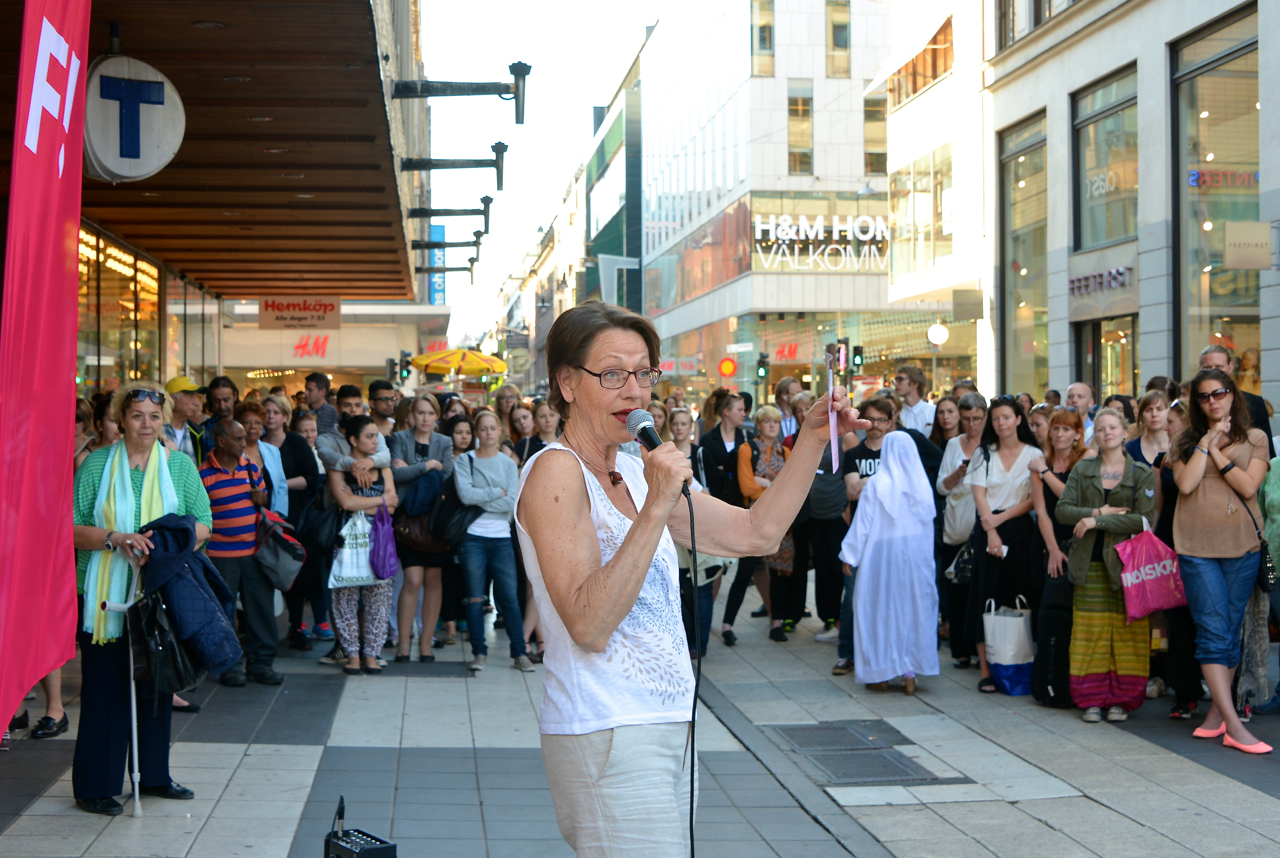
Gudrun Schyman vid Sergels torg i Stockholm inför EU-valet 2014.

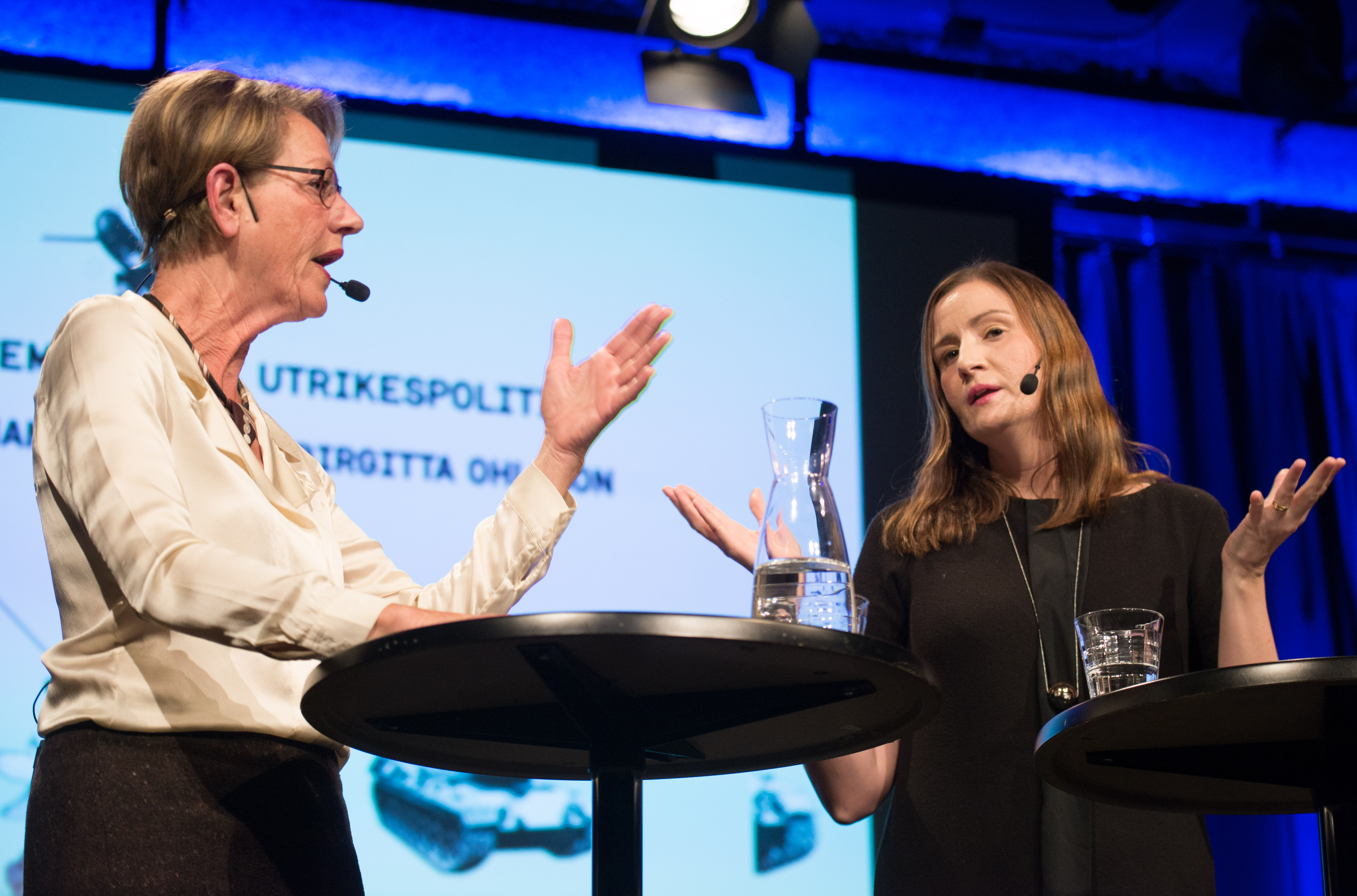
Gudrun Schyman i en Nato-debatt med Birgitta Ohlsson på Kulturhuset-Stadsteatern i Stockholm 2015.

### 2005–2022, Feministiskt initiativ (Fi)
Vid en presskonferens den 4 april 2005 presenterades Schyman som en av styrelsemedlemmarna i det nybildade partiet Feministiskt initiativ, med sikte på riksdagsvalet 2006. Partiet erhöll ingen plats i riksdagen, men Schyman fortsatte som talesperson för Feministiskt initiativ och arbetade vidare med feministisk opinionsbildning.
Gudrun Schyman kandiderade i Europaparlamentsvalet 2009, Feministiskt initiativ fick 2,22 procent av rösterna och klarade därmed inte fyraprocentsspärren och därför blev inte hon eller någon annan från partiet invald i Europaparlamentet.
Under Almedalsveckan i juli 2010 eldade Schyman upp 100 000 kronor i hundrakronorssedlar för att uppmärksamma de ojusterade löneskillnaderna mellan män och kvinnor.
Gudrun Schyman toppade Feministiskt initiativs valsedel i riksdagsvalet 2010. Partiet fick 0,40 procent av rösterna och klarade därmed inte fyraprocentsspärren och därför blev inte hon eller någon annan från partiet invald i riksdagen. Schyman ställde även upp i valet till kommunfullmäktige i Simrishamn. Feministiskt initiativ fick 8,9 procent av rösterna och blev 3:e största parti. Hon blev därmed kommunpolitiker igen i Simrishamn, som hon också varit mellan åren 1980 och 1987, men då för Vänsterpartiet.
I januari 2011 tillkännagav Schyman sin avgång som talesperson för Feministiskt initiativ, men hon fortsatte i partiledningen och som politiker i Simrishamns kommun. I april 2013 blev Schyman dock ånyo vald som talesperson, nu tillsammans med Stina Svensson och Sissela Nordling Blanco. 2014 ställde partiet upp för val till Europaparlamentet, riksdagen, flera landsting och ett antal kommuner och partiet gjorde sina bästa val någonsin. Partiet fick ett mandat i Europaparlamentet med 5,3 procent av rösterna. I de allmänna valen i september fick 3,1 procent i riksdagsvalet och totalt 26 mandat i 13 kommuner.
Vid partikongressen den 10 februari 2019 lämnade Schyman posten som partiledare för Feministiskt initiativ och efterträddes på posten av Farida al-Abani.

### 2022–, Klimatalliansen och Klimatinitiativ Simrishamn
I mars 2022 lämnade Schyman Feministiskt initiativ, som hade inlett uteslutningsförhandlingar mot henne.  Bakgrunden var att Schyman hade varit med och grundat partiet Klimatalliansen som syftar till att lyfta frågor om den globala uppvärmningen. Schyman stod etta på det nya partiets riksdagslista. Fram till valet 2022 satt hon kvar i Simrishamns kommunfullmäktige men utan partibeteckning och var utöver Klimatalliansen ansiktet utåt för det nybildade lokala partiet Klimatinitiativ Simrishamn.

### Mediamedverkan utanför politiken
Under åren 1977–1987 var hon sambo med filmaren Lasse Vestman. Hon medverkade i flera av hans filmproduktioner, bland annat TV-serien Jag kan, jag vill, jag törs från 1980. Året innan syntes hon i hans dokumentärfilm Födelsen, som handlar om hennes egen förlossning. I den 55 minuter långa, för sin tid mycket realistiska beskrivningen av ett barns födelse, får man följa den fadern Westman, modern Schyman och barnmorskans arbete. Parets första barn, en son, föddes på Ystads lasarett 1978.
Schyman deltog i Let's Dance  2010 i TV4 där hon kom på sjätte plats av totalt 12 deltagare. Schyman var den första deltagaren i programmet som kritiserade de heteronormativa könsrollerna i dansen. I säsongens första avsnitt protesterade hon mot att kvinnorna skulle stå på knä vid sina manliga danspartners under inledningsnumret. Upplägget ändrades så att de tävlande stod upp, oavsett kön. Därefter turades Schyman och hennes danspartner Björn Törnblom om att ha förarrollen i det tangonummer som paret framförde. 2014–2015 tävlade hon i På spåret i lag med K.G. Hammar.

## Filmografi
- 1979 – Födelsen (dokumentärfilm)
- 1980 – Jag kan, jag vill, jag törs (TV-serie)
- 2018 – Gudrun - konsten att vara människa (dokumentärfilm)